# ジャコウアゲハ
ジャコウアゲハ（麝香鳳蝶、麝香揚羽、学名：Atrophaneura alcinousまたはByasa alcinous）は、チョウ目アゲハチョウ科のチョウの一種。
和名は、雄の成虫が麝香のような匂いを発することに由来しており、その成分はフェニルアセトアルデヒドである）。

## 形態
成虫は、前翅長45-65 mm、翅を大きく開くと約10cmほど。他のアゲハチョウに比べると、後翅が斜め後方に細長く伸びる。成虫は雌雄の判別が容易で、雄の翅色はビロードのような光沢のある黒色だが、雌は明るい褐色である。後翅には黄色っぽい紋があるが、これは消失して真っ黒な個体（黒化異常型）も希に見られる。
幼虫は、ナミアゲハなどとは違い、終齢になっても黒いままで、形も全体に疣状の突起に被われ、ずいぶん異なった姿をしているが、つつくと臭角を出す点（他のアゲハ類と違い、臭角は少ししか出さない）は同じである。

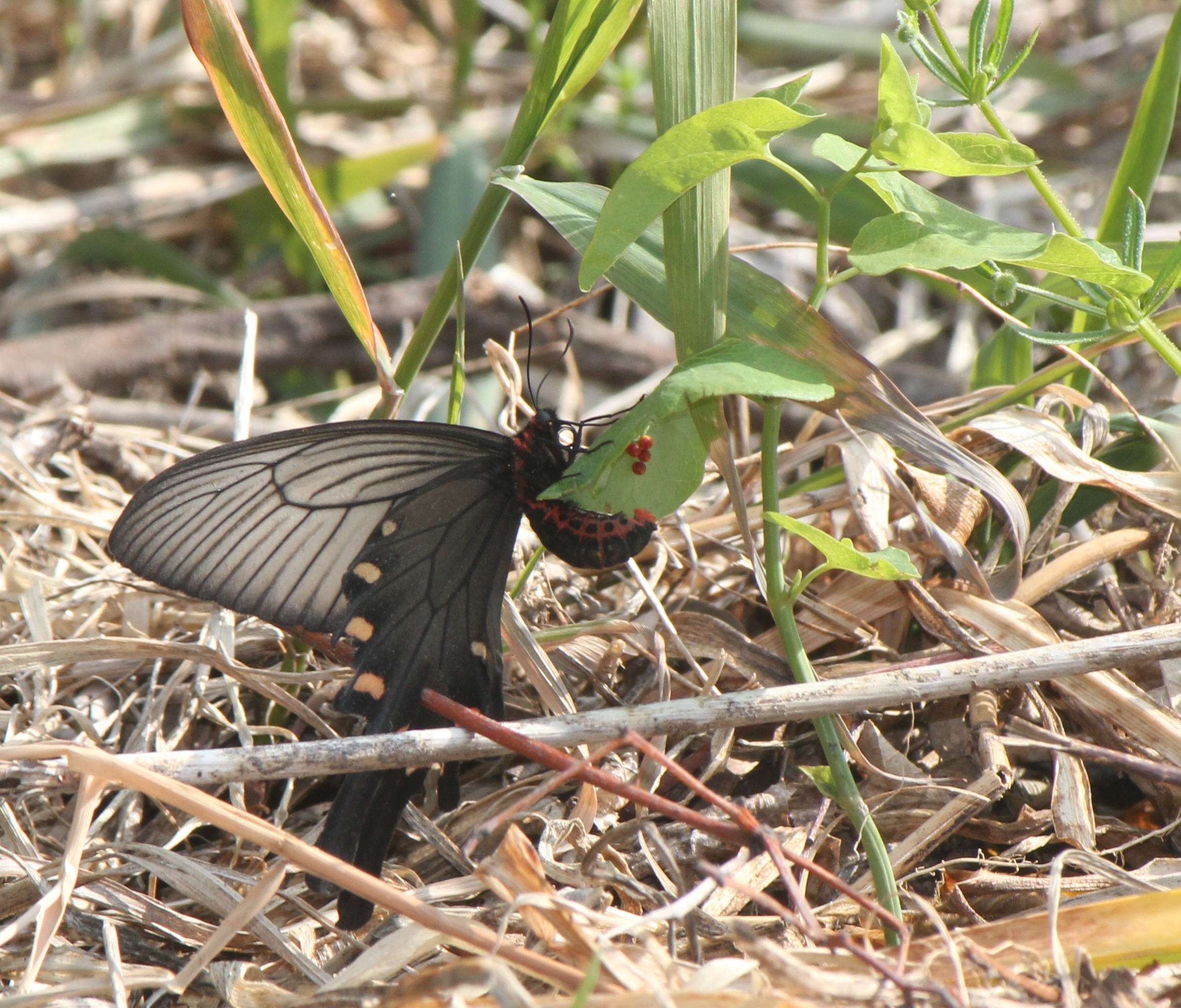
産卵
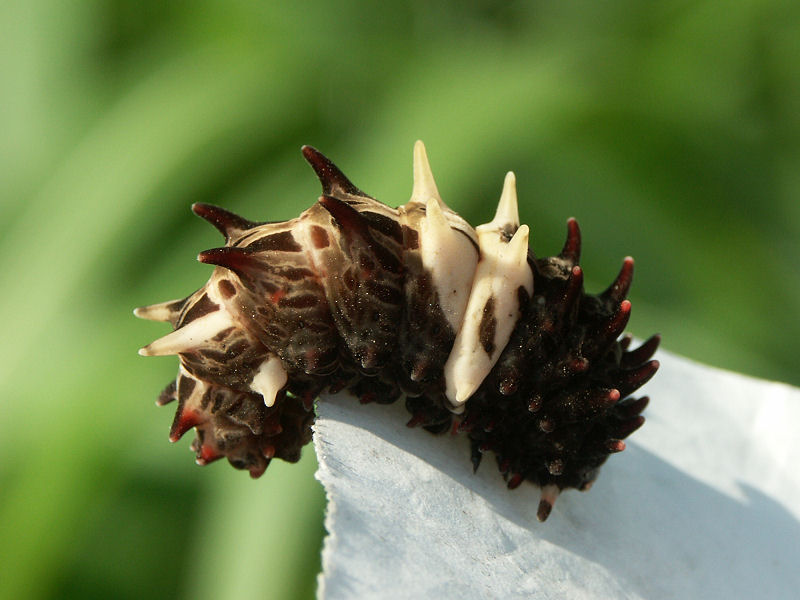
幼虫
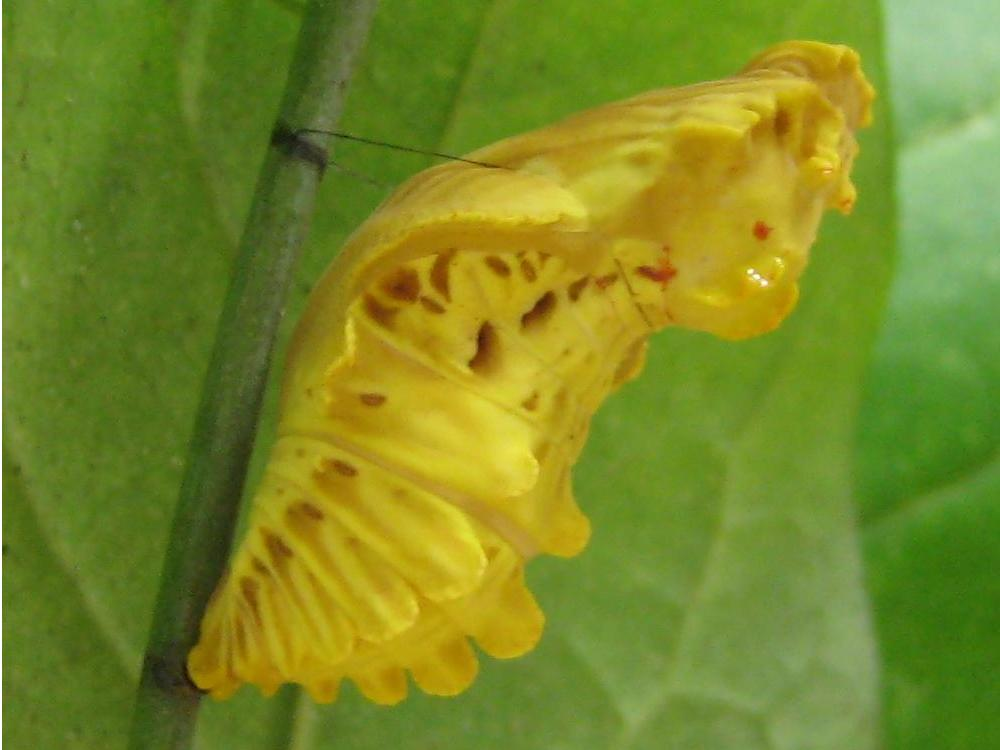
蛹
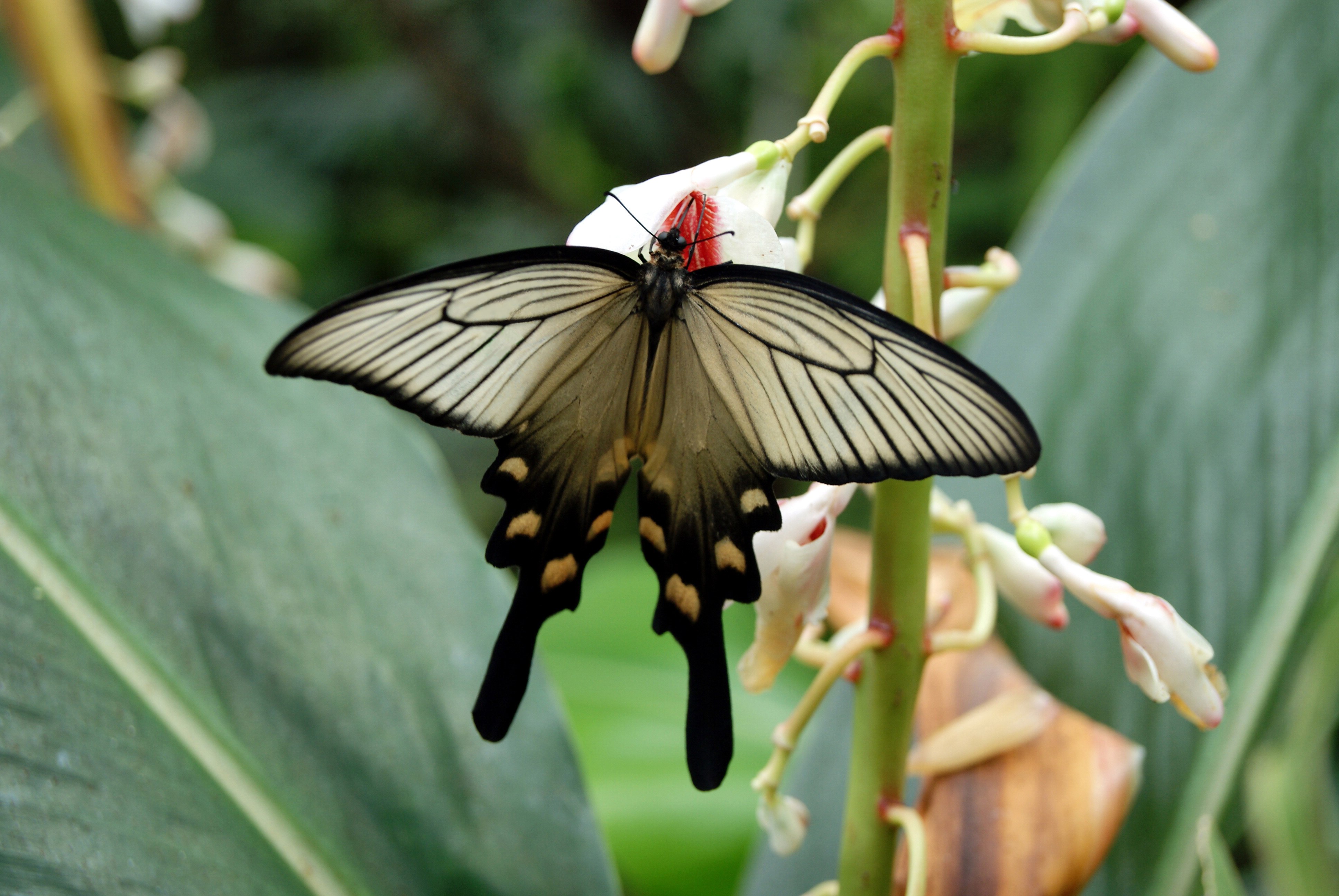
成虫（雌）

## 生態
成虫が発生するのは春から夏にかけてで、その間に3-4回発生する。成虫は日中の午前8時ごろから午後5時ごろまで活動するとみられる。冬は蛹で越冬し、この時期の蛹は数か月羽化せずに過ごす。暖かい時期の蛹は1-2週間ほどで羽化するが、ときに長期休眠する蛹もある。
幼虫はウマノスズクサ類を食草とする。食草を良く食べ、食草がなくなると共食いをすることもある。川原や荒地などの明るい場所や生息地の上を緩やかに飛ぶ。河川付近によく見られるのは、そこが食草の一つである草本のウマノスズクサの成育環境であるからで、畑の生垣付近などウマノスズクサの成育環境があれば見られる。また、木本のオオバウマノスズクサを食草とする地域では、オオバウマノスズクサの生育環境である山林の林縁部、渓谷などで本種が見られる。

## ベーツ擬態
ジャコウアゲハ類が食べるウマノスズクサ類は、毒性のあるアリストロキア酸を含み、ジャコウアゲハは幼虫時代にその葉を食べることによって、体内に毒を蓄積する。この毒は一生を通して体内に残るため、ジャコウアゲハを食べた捕食者は中毒を起こし、遂には捕食したものを殆ど吐き出してしまう。一度ジャコウアゲハを捕食して中毒を経験した捕食者は、ジャコウアゲハを捕食しなくなる。
このため、ジャコウアゲハ類に擬態して身を守る昆虫もいくつか存在し、このような擬態をベーツ擬態と呼ぶ。日本で見られる例としては、
- クロアゲハ Papilio protenor
- オナガアゲハ Papilio macilentus
- アゲハモドキ Epicopeia hainesii

がいずれもジャコウアゲハに擬態しているとされている。

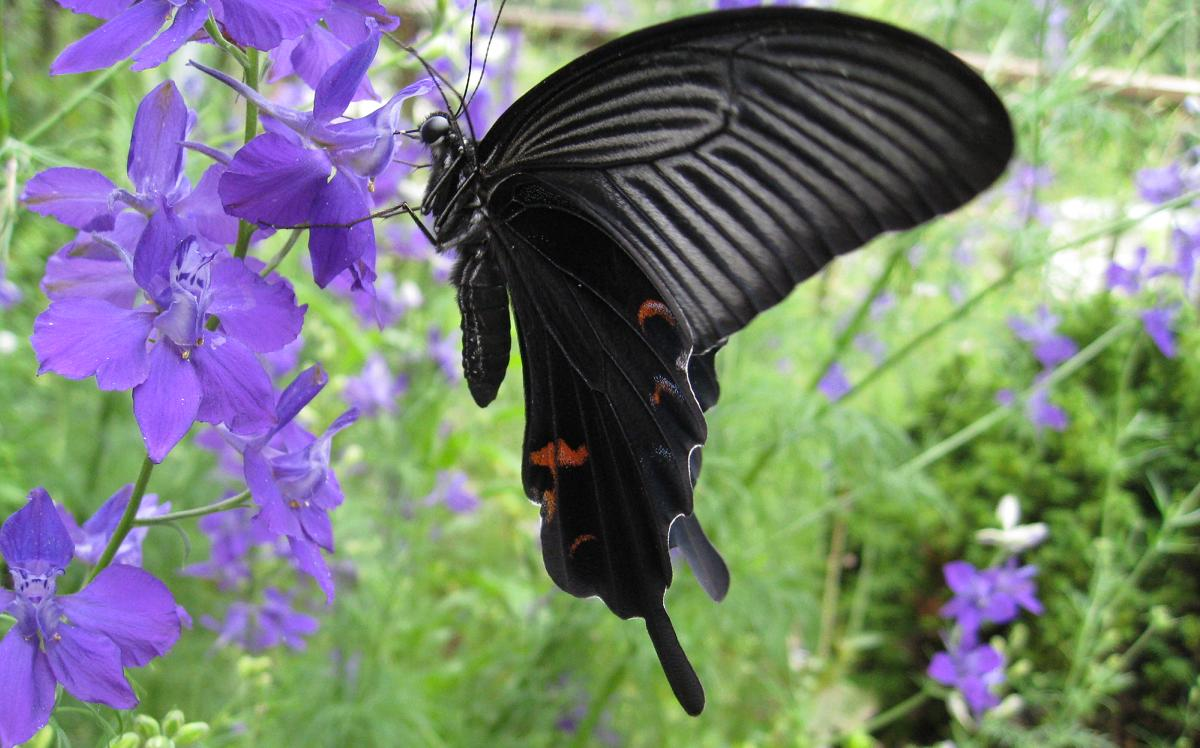
クロアゲハ
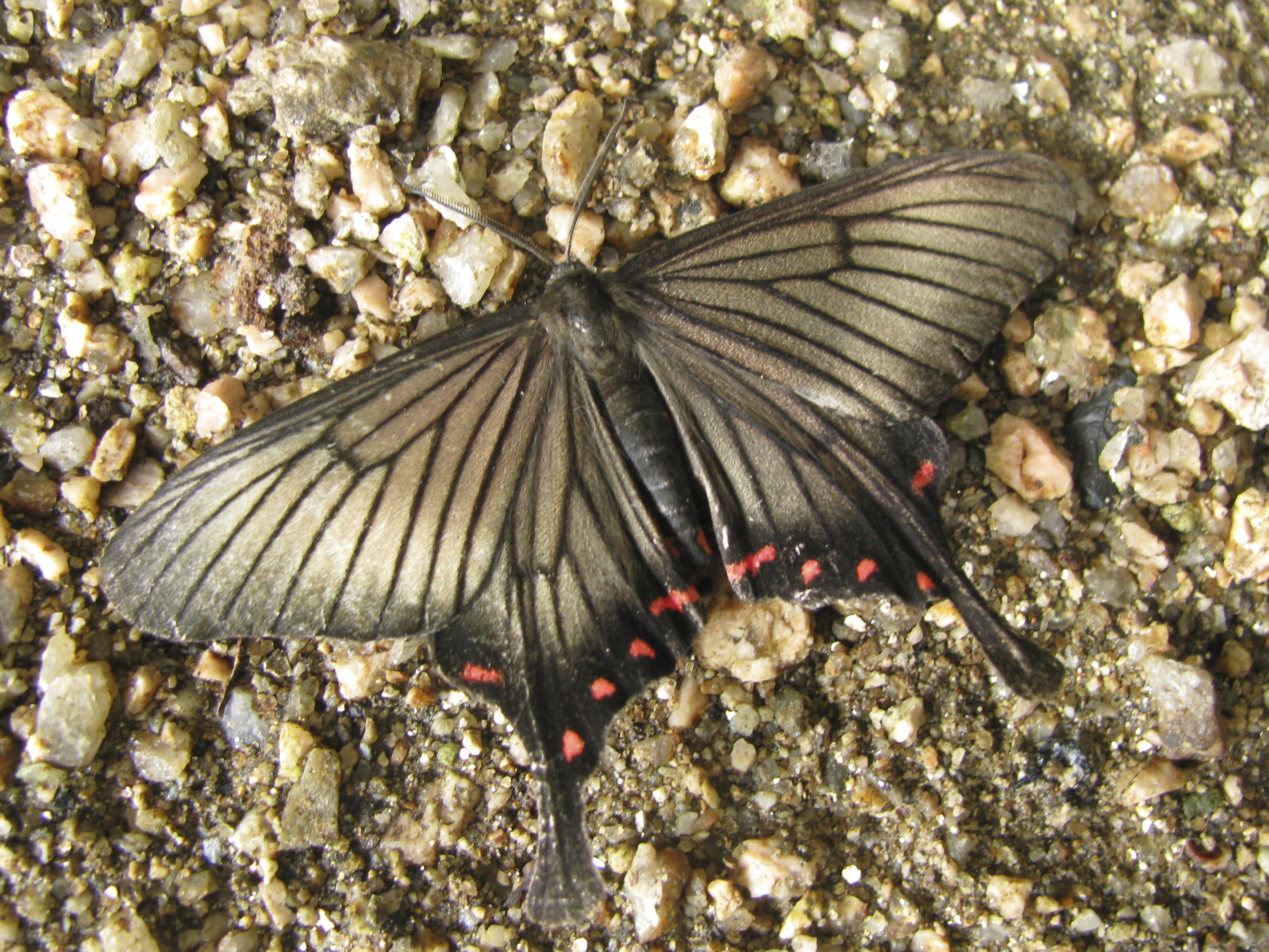
アゲハモドキ

## 分布
東アジア（日本、台湾、中国東部、朝鮮半島、ロシア沿海地方）に分布する。日本では、秋田県以南から八重山諸島まで分布し、南西諸島では多くの亜種に分けられる。
分布は局地的であるが、突然発生することもあるため、食草が無くなるとかなりの長距離を移動するものと考えられている。

## 人間とのかかわり

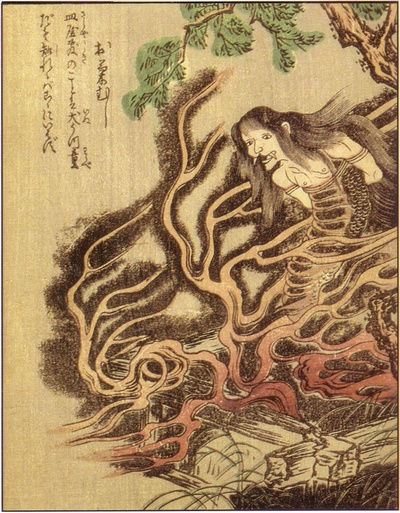
妖怪「お菊虫」（『絵本百物語』竹原春泉画）

ジャコウアゲハの蛹は「お菊虫」と呼ばれるが、これは各地に残る怪談『皿屋敷』の「お菊」に由来する。
江戸時代の寛政7年（1795年）には、播磨国の姫路城下に後ろ手に縛られた女性のような姿をした虫の蛹が大発生し、城下の人々は「昔、姫路城で殺されたお菊の幽霊が、虫の姿を借りてこの世に帰ってきているのだ」と噂したという。このことに因み、兵庫県姫路市ではジャコウアゲハを市の蝶に指定している。第二次世界大戦前まではお菊虫を姫路城の天守やお菊神社でも売っていたといい、志賀直哉の長編小説『暗夜行路』では、主人公がお菊虫を買う描写がある。2010年代半ば頃から、姫路市内では本種の繁殖支援活動が盛んになり、姫路科学館、手柄山など食草を多数植え付けられた拠点周辺では本種をよく目撃することができる。姫路市自然観察の森ではネイチャーセンターや園内で飼育しており、一年中、成虫や幼虫、蛹を観察することができる。

## 近縁種
ベニモンアゲハ Pachliopta aristolochiae (Fabricius, 1775)
東南アジア。日本では、南西諸島南西部に分布する。後翅の中央に白い斑点が1つ、さらにその外縁に和名通り鮮やかなピンクの斑点が並ぶ。体側も鮮やかな赤色をしている。後翅は表側よりも裏側の方が模様が鮮やかである。
アンダマンホソバジャコウ Pachliopta rhodifer Butler, 1876
インド。
アオジャコウアゲハ類 Battus
中央アメリカから南アメリカ。
アンテノールジャコウアゲハ（ホシボシジャコウアゲハ） Pharmacophagus antenor (Drury, 1773)
マダガスカル。
トンボジャコウアゲハ Parides hahneli (Staudinger, 1882)
南アメリカ。
トリバネアゲハ類 Ornithoptera
世界中の蝶コレクターを惹き付ける大型で美麗なトリバネアゲハ属及びキシタアゲハ属、アカエリトリバネアゲハ属の総称。トリバネアゲハ属はインドネシア、ニューギニア、オーストラリア北部。キシタアゲハ属は東南アジア。アカエリトリバネアゲハ属はマレー半島、ボルネオ島、スマトラ島に分布。

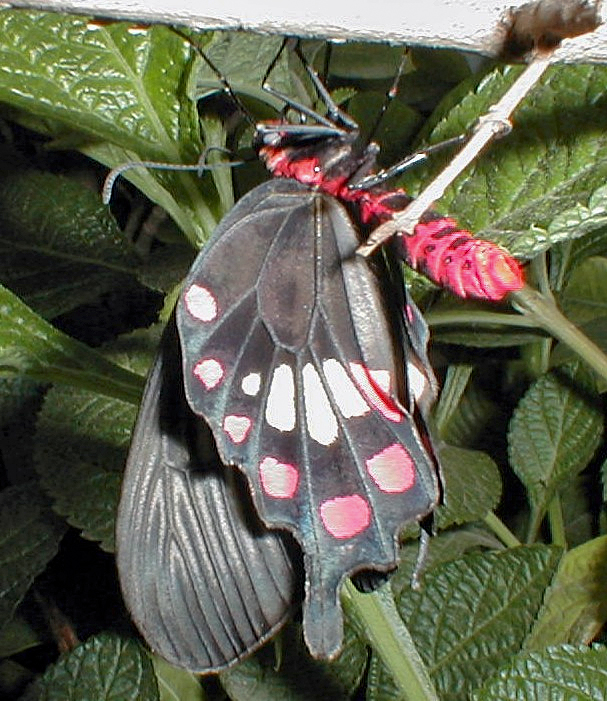
ベニモンアゲハ
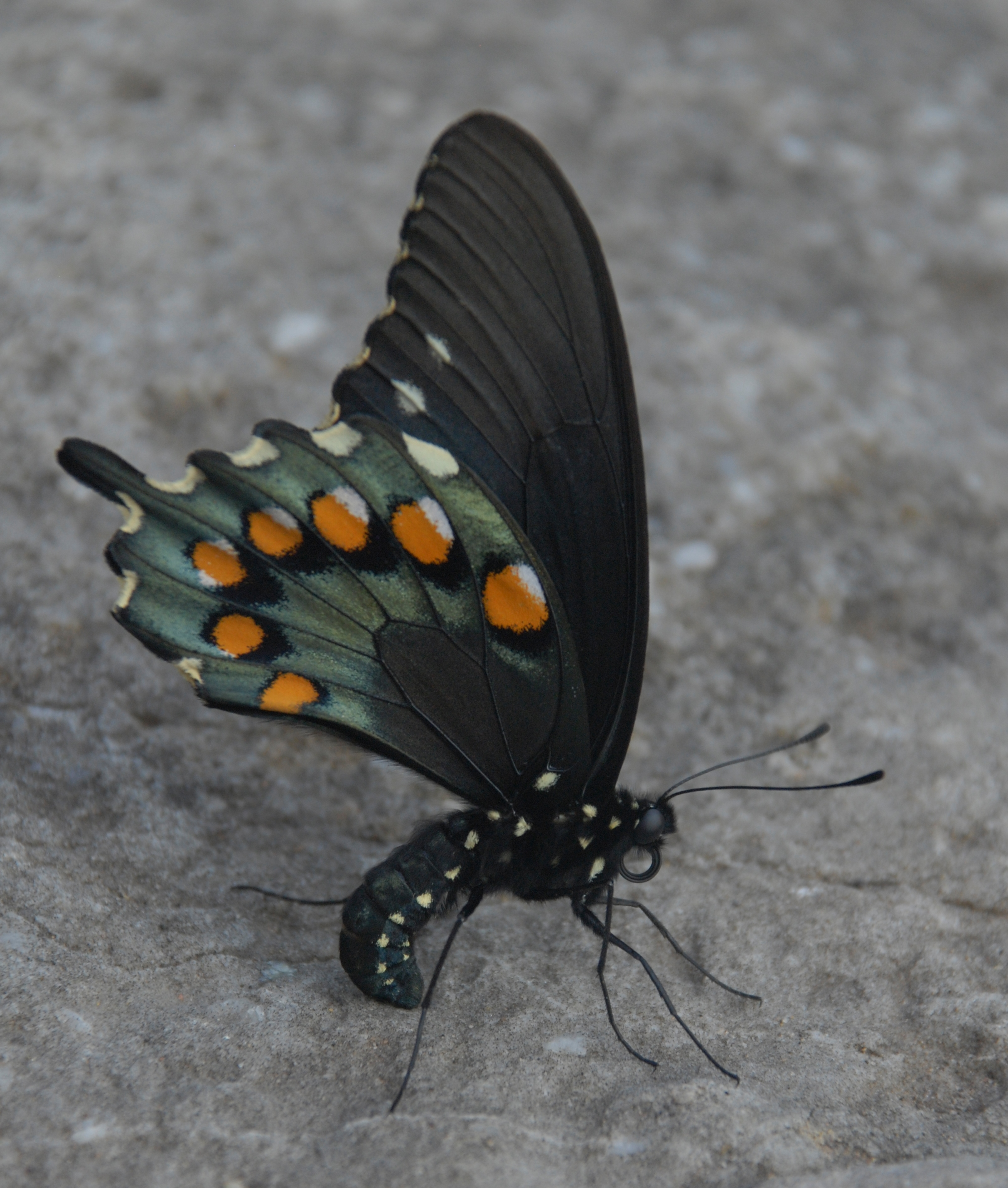
アオジャコウアゲハ
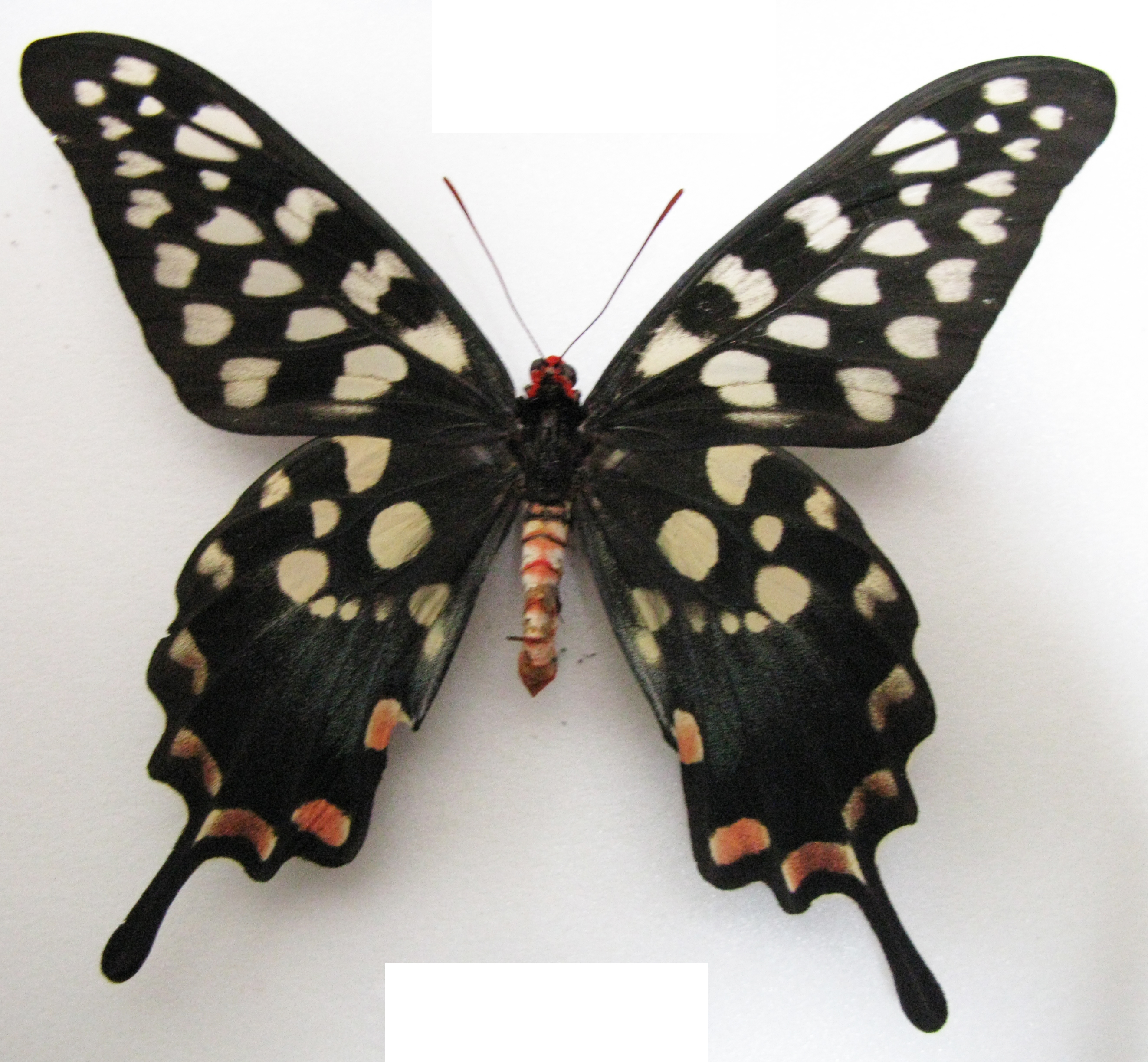
アンテノールジャコウアゲハ
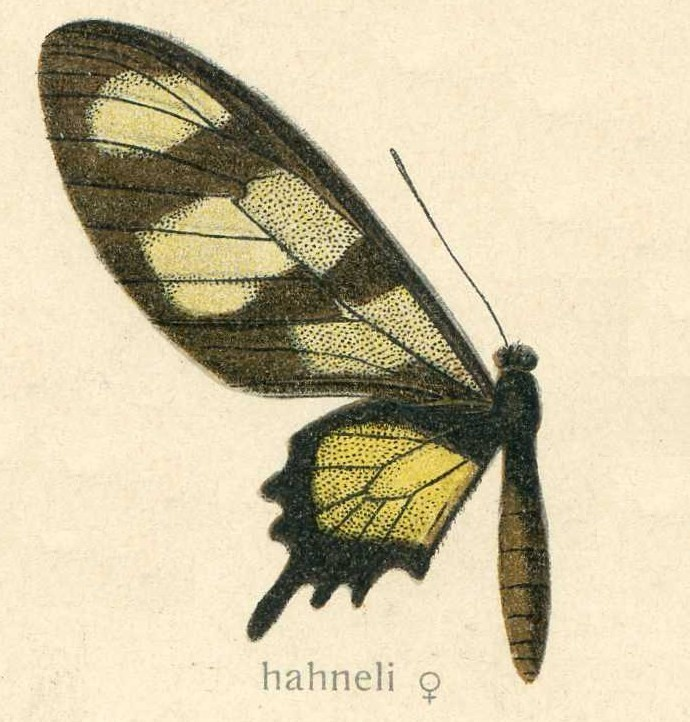
トンボジャコウアゲハ
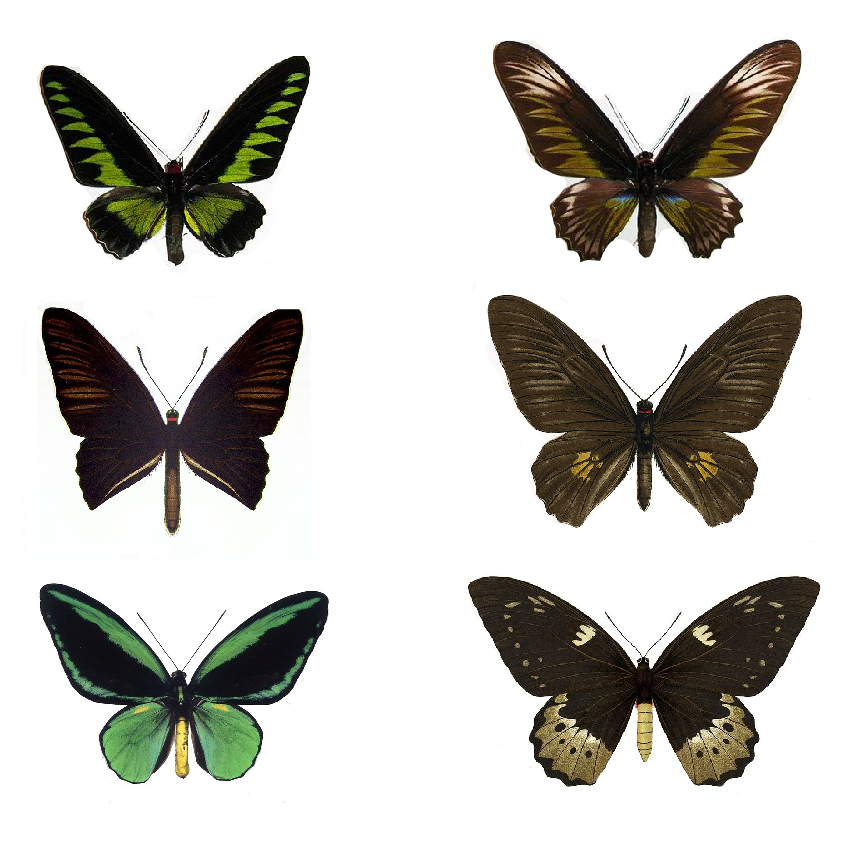
トリバネアゲハ類